# Saint Louis del Senegal

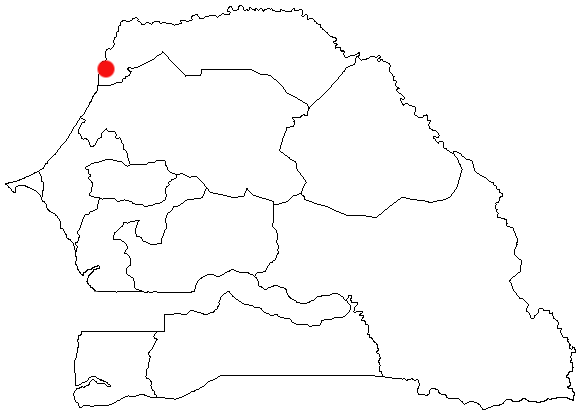
Situació de Saint Louis al Senegal.

Saint Louis en llengua ouolof Ndar) fou un establiment francès a la costa occidental de l'Àfrica, origen de la moderna ciutat de Saint-Louis (la segona ciutat per població al Senegal). Fou coneguda com a Saint Louis du Fort o de Saint Louis del Senegal i s'ubicava en una illa al riu Senegal, prop de la desembocadura; l'illa tenia uns 400 metres d'ample i 2 km de llarg i estava molt propera a la costa continental per la banda oriental però protegida per la banda occidental per una extensa llengua de terra, situació que la feia molt adient pel comerç amb la costa al mateix temps que quedava protegida dels nadius i de la mar. Avui dia els barris al nord de la llengua occidental de terra estan només a 1 km de la frontera de Mauritània i l'aeroport de la ciutat es troba a uns 2 km, però no hi ha pas fronterer al no haver-hi cap població a l'altre costat.

## Història

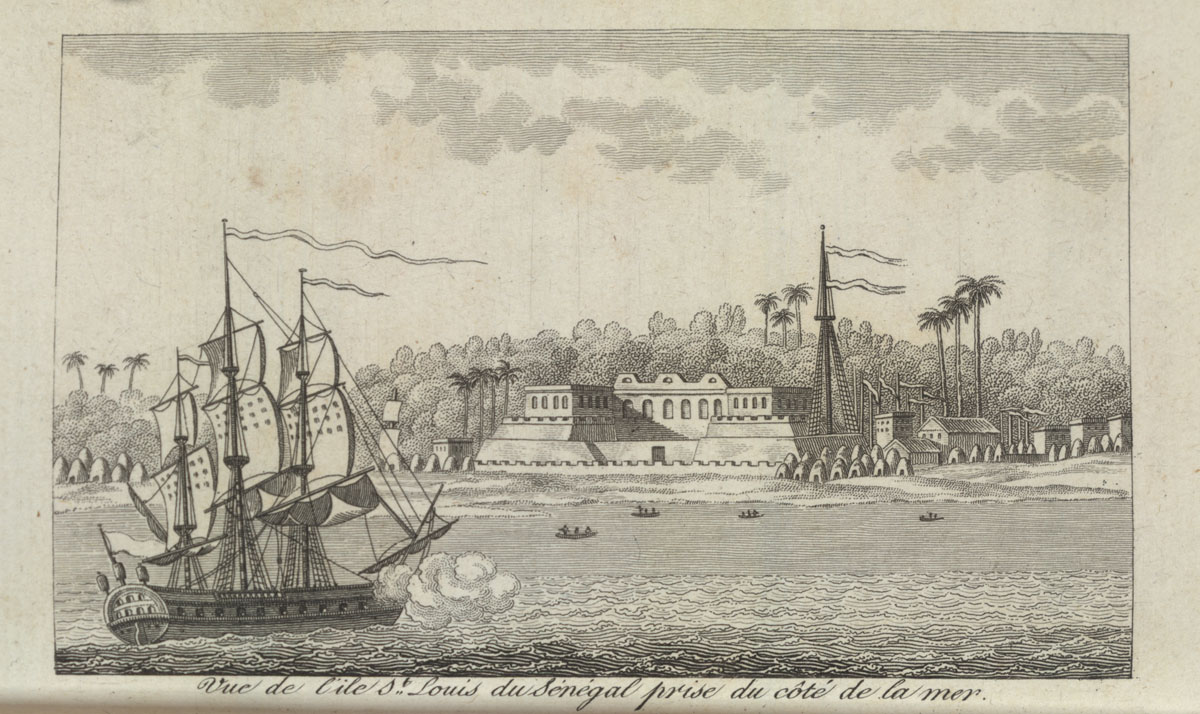
Saint Louis el 1780.

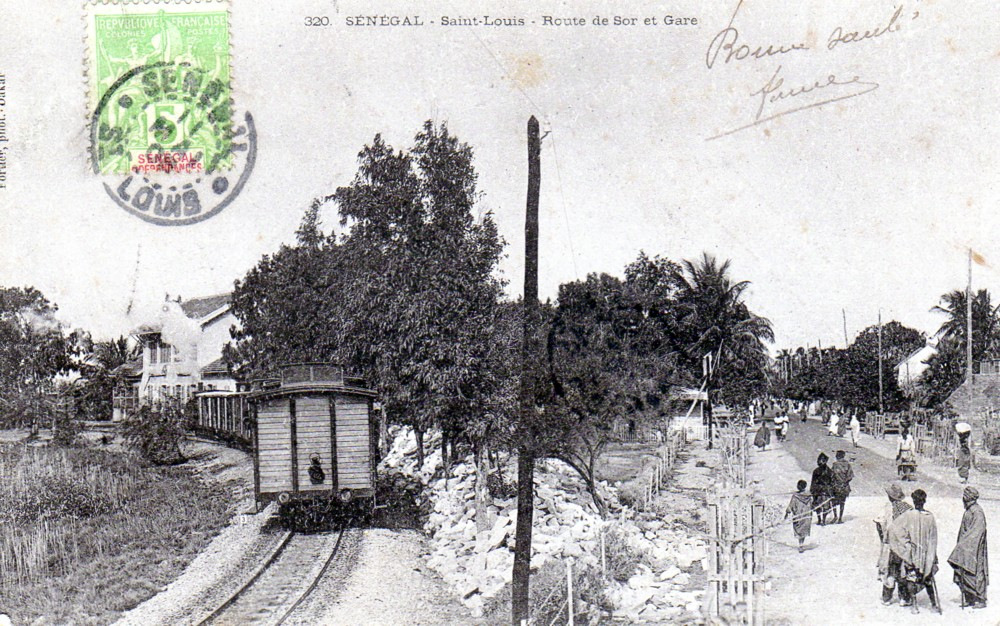
La carretera de Sor i l'antiga estació cap a 1902.

Al principi del segle xiv els normands, especialment de Dieppe, van començar a comerciar amb zones llunyanes sent els primers marins de l'edat mitjana a creuar el Cap Bojador (1364-1365) descobrint el Cap Verd (que és el nom que li van donar) i van explorar la costa d'Àfrica fins a la costa del Golf de Benín arribant a la desembocadura del Níger, retornant carregats d'ivori i altres mercaderies exòtiques. El 1366 els mariners comerciants de Dieppe es van associar als de Rouen per desenvolupar el comerç amb Àfrica. La companyia normanda de Dieppe i Rouen fou la primera que va explotar la regió. El 1375 els normands havien fundat diversos magatzems i factories comercials, la majoria a Guinea, però un almenys al Cap Verd (no a les illes sinó al cap del continent) i un altre a la desembocadura del riu Gàmbia. Però en temps del rei Carles VI de França, amb els diversos desastres, la guerra civil, la invasió anglesa, el comerç va patir un cop fatal i els normands van desaparèixer de l'Àfrica on no van tardar a ser substituïts pels portuguesos que sovint van aprofitar els propis magatzems normands, incloent el de Cap Vert. Quan Lluís XI de França va restablir l'ordre, els mariners normands van reaparèixer a l'Àfrica, topant amb els portuguesos que reclamaven el monopoli d'un comerç que no havien iniciat en virtut d'una Bula pontifícia que els atribuïa el país amb exclusió d'altres estats. El 1486 els portuguesos van enviar dos vaixells de guerra que van agafar tots els edificis normands en els quals s'intentava reprendre el comerç amb els indígenes. Vaixells francesos foren enviats a la zona per defensar als mariners normands el que va permetre mantenir alguna mena d'intercanvi, però els mancava una posició permanent. Això fou el que el 1626 els va fer fundar un establiment permanent.
La factoria francesa del riu Senegal es va fundar no més tard del 1626 per la Compagnie Normande de Sénégambie. Es va establir a l'illa de Bocos (les ruïnes van subsistir fins a finals del segle xviii), però el lloc no era tot el bo que calia. El pare Labat ha deixat constància de tots els directors de l'establiment de Bocos i després Saint Louis des de 1626 però és possible que abans d'aquesta data (des del començament del segle XVII) ja existís l'establiment.
La ciutat va ser fundada el 1659 pels mariners de Dieppe (Normandia) a una illa anomenada localment Ndar, i va ser batejada com Saint Louis du Fort en honor del rei de França "Sant Lluís" (Lluís XI) i també, pel sobirà regnant Luis XIV. Aquesta factoria, fort i ciutat va estar administrada per fins a nou companyies comercials: la Compagnie Normande de Sénégambie, la Compagnie du Cap-Vert et du Sénégal, la Companyia Francesa de les Índies Occidentals, la Compagnie du Sénégal, la Compagnie d'Afrique, la Compagnie de Guinée, la Compagnie Royale du Sénégal, la Compagnie de Rouen i la Companyia Francesa de les Índies Orientals (alguna no obstant fou simplement un canvi de nom de l'anterior).
Va ser la primera ciutat fundada pels europeus a l'Àfrica occidental i es va convertir en la capital política de la colònia francesa del riu Senegal fins a la conquesta britànica el 1758, durant la guerra dels Set Anys per ordre de William Pitt. Les forces franceses la van recuperar el febrer de 1779. En aquest temps tenia uns cinc mil habitants a més d'un nombre no determinat d'esclaus en transit. Entre 1659 i 1779 les vuit companyies privilegiades abans esmentades van tenir l'administració successiva de l'establiment. Igual que a l'illa de Gorée, va sorgir una comunitat de comerciants franco-africans mestissos caracteritzada per les famoses "signares", dones burgeses emprenedores, que van dirigir part del comerç a l'establiment als segles XVII i XVIII sent importants en l'economia, la societat, la cultura i fins i tot la política de la colònia; van crear una cultura urbana on destacava l'exhibició pública d'elegància, entreteniments refinats i festivitats populars; controlaven molt del comerç riu amunt i finançaven les principals institucions catòliques. Un mestís fou designat alcalde de la ciutat el 1778.
Va romandre capital fins al 1809 quan va passar altre cop als britànics fins al 1817, i novament del 1817 al 1958; fou també després la capital de l'Àfrica Occidental Francesa (1895-1902) al mateix temps que capital del territori del Senegal fins al 1902. El 1872 va esdevenir una comuna francesa. Va seguir sent un important lloc de comerç francès fins a 1957.
L'illa de Saint Louis, anomenada la "Venècia africana" està classificada Patrimoni de la Humanitat per la Unesco des de l'any 2000. A Saint Louis es va dur a terme un ambiciós programa de renovació dels seus antics edificis i es va començar a transformar els dipòsits en restaurants i hotels.
La ciutat conserva moltes cases típiques de l'època colonial: amb la seva façana de calç, la seva doble teulada en fang, les seves balconades de fusta i les seves baranes en ferro forjat.
També, és de ressaltar el pont metàl·lic construït per Nouguier, Kessler et Cie i falsament atribuït a Gustave Eiffel, que uneix la part continental amb l'illa de Saint Louis.

## Economia
Saint-Louis va perdre tota la seva importància al moment de la independència de França, a favor de la nova capital Dakar que a més va atreure a ella a tots els intel·lectuals i a tots els seus funcionaris.
- Per la ciutat moderna del Senegal, vegeu Saint-Louis (Senegal)

## Governants de Saint Louis du Fort o del Senegal

### Governadors de la Compagnie Normande de Sénégambie
- 1626 - 1631 Thomas Lambert (Lombard)
- 1631 - 1641 Jacques Fumechon
- 1641 - 1648 Jean Colyer (Caullier)
- 1649 - 1650 sieur de Souffy (Soussy)
- 1651 - 1658 sieur Mésineau

### Governadors de la Compagnie du Cap-Vert et du Sénégal
- 1658 - 1661 sieur Raguenet
- 1662 - 1664 sieur du Boulay

### Governadors de la Companyia Francesa de les Índies Occidentals
- 1665 - 1668 sieur Jacquet
- 1668 - 1672 sieur de Richemont

### Governants de la Compagnie du Sénégal
- 1672 - 1673 sieur de Richemont (governador interí)
- 1674 - 1682 Jacques Fumechon (Director i Comandant general)

### Director de la Compagnie d'Afrique
- 1682 - 1684 Denis Basset

### Directors generals de la Compagnie de Guinée
- 1684 - 1688 Louis Moreau de Chambonneau
- 1688 - 1690 Michel Jajolet de La Courbé
- 1690 - 1693 Louis Moreau de Chambonneau (segona vegada)
- 1693 John Booker -English commander
- 1693 - 1696 Jean Bourguignon

### Directors i Comandants de la Compagnie du Sénégal
- 1696 - 1697 Jean Bourguignon (interí)
- 1697 - 1702 André Brué
- 1702 - 1706 Joseph Le Maître
- 1706 - 1709 Michel Jajolet de La Courbé

### Directors de la Compagnie de Rouen
- 1710 - 1711 Guillaume Joseph Mustellier
- 1712 - 1713 Pierre de Richebourg
- 1714 - 1718 André Brué

### Directors de la Companyia Francesa de les Índies Orientals
- 1718 - 1720 André Brué (segona vegada)
- 1720 - 1723 Nicolas Després de Saint-Robert
- 1723 - 1725 Julien du Bellay
- 1725 Nicolas Després de Saint-Robert (segona vegada)
- 1725 - 1726 Arnaud Plumet
- 1726 - 1733 Jean Levens de la Rouquette
- 1733 - 1733 Lejuge
- 1733 - 1738 Sebastian Devaulx (interí fins a 1736)
- 1738 - 1746 Pierre Félix Barthélemy David
- 1746 - 1758 Jean-Baptiste Estoupan de la Rué

### Governadors britànics
- 1758 - 1763 Richard Alchorne Worge
- 1763 - 1765 John Barnes
- 1765 - 1775 Charles O'Hara
- 1775 - 1777 Matthias MacNamara
- 1777 - 1778 John Clarke
- 1778 - 1779 William Lacy (no va arribar a prendre possessió)
- 1778 - 1779 George Fall (interí)

#### Tinents governadors
- 1765 - 1774 Joseph Debat (Superintendent de Comerç de Gàmbia fins a 1766)
- 1774 - 1775 William Myres
- 1775 Matthias MacNamara
- 1775 Thomas Sharpless (interí)
- 1775 - 1776 Joseph Wall
- 1776 George Fall (interí)
- 1776 - 1778 William Lacy (interí)
- 1778 - 1779 George Fall (interí, segona vegada)

### Governadors francesos
- 1779 Armand Louis de Gontaut Biron, duc de Lauzun
- 1779 - 1781 Jacques Joseph Eyriès
- 1781 - 1782 J.B. Bertrand (interí)
- 1782 - 1784 Anne Gaston Dumontet
- 1784 - 1786 Louis Legardeur, sieur de Repentigny
- 1786 - 1787 Stanislas Jean Boufflers, chevalier de Boufflers
- 1787 - 1801 François Blanchot de Verly
- 1801 - 1802 Charbonnes (interí)
- 1802 - 1802 Louis Henri Pierre Lasserre
- 1802 - 1807 François Blanchot de Verly (segona vegada)
- 1807 - 1809 Pierre Levasseur

### Governadors britànics
- 1809 - 1811 Charles William Maxwell
- 1811 - 1814 Charles MacCarthy
- 1814 - 1816 Thomas Brereton
- 1816 - 1817 Mackenzie (interí)

### Comandants francesos
- 1815 - 1816 Élie-Joseph, comte de Trigant de Beaumont (no va prendre possessió)
- 1816 - 1817 Julien Schmaltz
- 1817 - 1819 Aimé Benjamin Fleuriau (interí)
- 1819 - 1820 Julien Schmaltz (segona vegada)
- 1820 - 1821 Louis Jean Lecoupe de Montereau, baron Le Coupé (interí)
- 1821 - 1827 Jacques François, baron Roger
- 1827 - 1828 Hyacinthe Benjamin Gerbidon (interí)